# Tadeusz Jandziszak
Tadeusz Jandziszak (ur. 18 września 1942 w miejscowości Laszki Murowane koło Chyrowa, zm. 29 sierpnia 2000 we Wrocławiu) – polski polityk, dziennikarz, działacz polonijny.

## Życiorys
W latach 1961–1965 studiował polonistykę na Katolickim Uniwersytecie Lubelskim. Działał w Stowarzyszeniu PAX, był redaktorem i dziennikarzem prasy tego stowarzyszenia, m.in. wrocławskiego „Biuletynu Informacyjnego” oraz kwartalnika „Życie i Myśl”. Należał do opozycyjnie nastawionej grupy o niepodległościowej orientacji, która przeciwstawiała się linii Bolesława Piaseckiego. Latem 1978 został jednym z założycieli Związku Narodowego Katolików. W październiku tego samego roku założyciele związku zostali usunięci ze Stowarzyszenia PAX. Od wiosny 1979 uczestniczył w spotkaniach Rady Jedności we Wrocławiu, grupującej przedstawicieli różnych środowisk opozycyjnych.
1 września 1979 znalazł się wśród członków założycieli Konfederacji Polski Niepodległej, został członkiem Rady Politycznej oraz szefem obejmującego Dolny Śląsk Obszaru Zachodniego tej partii. Był organizatorem I kongresu KPN w lipcu 1980 w Lądku-Zdroju. W sierpniu 1980 wspierał strajk w VII Zajezdni Miejskiego Przedsiębiorstwa Komunikacyjnego we Wrocławiu. Mimo poważnej choroby w grudniu 1980 został aresztowany (podobnie jak kilku innych czołowych działaczy KPN) i sądzony w pierwszym procesie przywódców KPN. Wyszedł na wolność w czerwcu 1981. Kontynuował działalność w KPN. 6 grudnia 1981 został ponownie aresztowany. 8 października 1982 Sąd Warszawskiego Okręgu Wojskowego skazał go na 2 lata pozbawienia wolności z warunkowym zawieszeniem jej wykonania na 5 lat (z uwagi na stan zdrowia). W latach 1982–1984 był jedną z trzech osób, które reprezentowały Radę Polityczną KPN.
W grudniu 1984 wystąpił z KPN, a w styczniu 1985 był jednym z założycieli Polskiej Partii Niepodległościowej. W latach 1985–1990 przebywał na emigracji w Kanadzie, gdzie był przedstawicielem zagranicznym PPN, a potem tymczasowym rzecznikiem Porozumienia Partii i Organizacji Niepodległościowych, w którego skład weszła PPN. W 1990, po powrocie do Polski, ponownie wstąpił do KPN.
W 2009 prezydent RP Lech Kaczyński odznaczył go pośmiertnie Krzyżem Komandorskim z Gwiazdą Orderu Odrodzenia Polski.